# Koło
Pour les articles homonymes, voir Koło (homonymie).
Koło est une ville de 23 022 habitants (2007) localisée au centre de la Pologne. Elle fait partie du district (powiat) kolski situé dans la voïvodie de Grande-Pologne.

## Situation géographique
La ville de Koło est située sur la Warta, dans la partie orientale de la Grande-Pologne, 130 km à l’est de Poznań, 180 km à l’ouest de Varsovie et 90 km au nord-ouest de Łódź. 
Elle est traversée par la voie ferrée Poznań-Varsovie. Elle se trouve au carrefour de la route nationale Włocławek-Kalisz et de la route internationale E-30 Moscou-Berlin. L’autoroute A2 reliant Varsovie à Poznań passe à 7 km de la ville.  

## Histoire
Koło, à l’époque appelée Colo, a reçu les privilèges urbains en 1362 des mains du roi Casimir III le Grand. La localité s’est développée sur un îlot situé sur la Warta, à un endroit où l’on traversait le cours d’eau. C’était un site de défense à proximité du château royal. Entourée d’eau, la ville n’avait pas de remparts.
En 1410, c’est ici que se sont rassemblés les chevaliers de Grande Pologne qui allaient combattre les Teutoniques. En 1452, c’est au château royal de Koło que Casimir IV Jagellon rencontre les représentants de la Ligue prussienne. Du début du XVe siècle jusqu’en 1716, c’est à Koło que se réunit la diète régionale de Grande Pologne. La ville devient un centre régional de commerce et d’artisanat. 
Au XVIIe siècle, la ville est dévastée deux fois : par les forces d’Aleksander Józef Lisowski en 1622, puis par les Suédois en 1655 ; elle connaît alors un déclin important. 
En 1793, la ville est annexée par la Prusse. En 1807, elle rejoint la duché de Varsovie avant d’intégrer le royaume du Congrès en 1815. Au début du XIXe siècle, la ville connaît un essor économique considérable : industrie textile, construction et commerce du blé. En 1842, une fabrique de faïences est créée dans la ville. 
En 1921, après l’indépendance de la Pologne, la ville est reliée à Poznań et à Varsovie par une ligne ferroviaire, ce qui contribue à attirer des entreprises.
Pendant la Seconde Guerre mondiale, Koło fait partie des terres annexées par l’Allemagne ; la ville est alors incorporée au Reichsgau Wartheland. En 1939, sur les 13 000 habitants de la ville, 4 560 sont membres de la communauté juive. En décembre 1939, 100 Juifs sont assassinés lors d'une exécution groupée perpétrée par des soldats allemands et des gendarmes. Environ 2 000 Juifs sont enfermés dans un ghetto à compter de 1940. Les Polonais sont expulsés, en vue d’un peuplement par des Volksdeutsche. En décembre 1941 et janvier 1942, les Juifs sont progressivement évacués du ghetto et transportés par camion à dix kilomètres au sud-est de la ville, dans le petit village de Chełmno où le premier centre d'extermination nazi vient tout juste « d’ouvrir ses portes ». À leur descente des camions, ils pénètrent dans le château en ruines de Chełmno où on leur demande de se déshabiller, en vue de prétendues désinfections ; puis on les amène dans un sous-sol du château pour se doucher et, au bout d’un couloir où se trouve un escalier, on les contraint par groupe de trente à quarante à monter nus à l'intérieur de la caisse d’un « camion à gaz » dans lequel, après verrouillage des portes arrière, on les asphyxie au moyen de gaz d’échappement détournés vers la caisse. Les corps inanimés laissés dans les camions sont ensuite transportés en forêt, à environ quatre kilomètres en direction de Koło. Ils y sont mis dans des fosses communes : les fosses sont vidées à partir de l’été 1942 pour incinérer les cadavres quelques centaines de mètres plus à l'intérieur de la forêt. En plus des Juifs de Koło, environ 150 000 autres du Reichsgau Wartheland ont été exterminés à Chełmno, principalement au cours de l'année 1942, suivant le même processus qui se rôdait au fur et à mesure : notamment, la synagogue de Koło a un temps servi de « zone de stockage » pour les Juifs amenés par train du ghetto de Łódź (situé env. 80 km au sud-est), avant qu'ils soient transportés par camion vers le lieu de leur exécution au château de Chełmno.
La ville est libérée par l’Armée rouge le 20 janvier 1945.

## Monuments
- Château gothique (XIVe siècle), aujourd’hui en ruines.
- Église gothique (fin XIVe siècle-1410) avec une chapelle (début du XVIe siècle).
- Monastère et église des Bernardins (fin du XVIIIe siècle : 1773-1782).
- Hôtel de ville, fondé en 1390, reconstruit au début du XIXe siècle dans un style néoclassique.

## Personnages nés à Koło
- Jacques Roston, initiateur de l'enseignement des langues par le disque[3].
- Eva Jakubovska, actrice

## Jumelages
- Reinbek (Allemagne) depuis 1999
- Ladyjyn (Ukraine), voir (uk) Ладижин

## Activités
- Club de football de Koło : Olimpia Koło